# Georges-Jean-Eugène Pfister
Georges-Jean-Eugène Pfister, francoski general, * 9. avgust 1893, † 17. maj 1964.